# Marco Lombardo
Marco Sylvestro Lombardo (* 31. Dezember 1977 in Frankfurt am Main) ist ein deutscher Radio- und Fernsehmoderator mit italienischen Wurzeln.

## Wirken
Lombardo begann seine journalistische Karriere bei Hit Radio FFH. 2009 wechselte er zum WDR. Dort war er bei Lokalzeit und Daheim + unterwegs. 2019 begann er als Moderator bei Live nach neun.
Er hat drei Söhne und wohnt mit seiner Familie in Wuppertal.